# Ochsenheimeria
Ochsenheimeria is een geslacht van vlinders uit de familie van de spitskopmotten (Ypsolophidae). De wetenschappelijke naam is gepubliceerd in 1825 door Jacob Hübner.
Dit geslacht is genoemd naar de Duitse acteur en lepidopteroloog Ferdinand Ochsenheimer (1767-1822).
De typesoort is Ochsenheimeria bubalella Hübner.

## Soorten[1]
- O. algeriella Zagulajev, 1966
- O. baurella Zagulajev, 1966
- O. bisontella Zeller, 1846
- O. bubalella (Hübner, 1813)
- O. capella Moschler, 1860
- O. danilevskii Zagulajev, 1972
- O. distinctella Zagulajev, 1972
- O. glabratella Muller-Rutz, 1914
- O. hederarum Millière, 1874
- O. hugginsi Bradley, 1953
- O. kisilkuma Zagulajev, 1966
- O. lovyi Dumont, 1930
- O. mediopectinellus (Haworth, 1828)
- O. rupicaprella Mobius, 1935
- O. talhouki Amsel, 1949
- O. taurella

Tarwestekelmot (Denis & Schiffermüller, 1775)
- O. trifasciata Wocke, 1871
- O. urella Fischer von Roslerstamm, 1842
- O. vacculella

Lichte stekelmot Fischer von Roslerstamm, 1842